# Dieffenbachia fournieri
Dieffenbachia fournieri är en kallaväxtart som beskrevs av Nicholas Edward Brown. Dieffenbachia fournieri ingår i släktet prickbladssläktet, och familjen kallaväxter. Inga underarter finns listade.